# Dicranomyia terebrina
Dicranomyia terebrina är en tvåvingeart som beskrevs av Alexander 1921. Dicranomyia terebrina ingår i släktet Dicranomyia och familjen småharkrankar.
Artens utbredningsområde är Kamerun. Inga underarter finns listade i Catalogue of Life.